# Saint Sérapion (Zurbarán)
Pour les articles homonymes, voir Saint Sérapion.
Le Martyre de saint Sérapion est un des tableaux que Francisco de Zurbarán a peints en 1628-1629 pour le couvent de Notre-Dame de la Merci de Séville (actuel musée des beaux-arts de Séville). Ce portrait aux genoux représente le supplice du missionnaire Sérapion, martyr de l'ordre de la Merci, dont la vocation était de racheter les esclaves chrétiens captifs en pays musulmans.
La sobriété de la représentation et sa puissance picturale rendent ce tableau emblématique de la première période de production du peintre, qui voit Zurbarán s'imposer comme le maître de l'école sévillane. Il est conservé au Wadsworth Atheneum à Hartford, Connecticut (États-Unis).

## Contexte
Conditions de production et d'exposition initiale
Âgé d'une trentaine d'années, Zurbarán signe un contrat le 29 août 1627 avec le R.P. Juan de Herrera, Père supérieur du couvent de Notre-Dame de la Merci Chaussée. L'objet du contrat porte sur des illustrations de la vie de saint Pierre Nolasque, fondateur de l'Ordre qui sera canonisé par Urbain VIII en 1628.
Parallèlement à cette commande jamais totalement honorée, Zurbarán réalisa divers tableaux  dont Le Martyre de saint Sérapion. Ce dernier, avec un autre portrait hagiographique lui faisant pendant et aujourd’hui disparu, se trouvait dans la salle De profundis du couvent. Cette chapelle était appelée ainsi car les dépouilles des moines défunts y étaient veillées avant leur inhumation.
Sujet
Le sujet est tiré de l'hagiographie de saint Sérapion (1179-1240), révéré depuis l'origine de l'Ordre. Soldat anglais venu combattre les Sarrazins pendant la Reconquista, il devient l'un des moines en 1222 de l'Ordre récemment fondé par Pierre de Nolasque, après avoir combattu dans les troupes de Richard Cœur de Lion. En 1240, il est martyrisé à Alger : il est supplicié sur une croix de saint André. Si les détails de ses tourments diffèrent suivant les versions (démembrement et décapitation, éviscération, etc.), elles concordent toutes sur l'extrême violence subie par le corps du martyr.

## Composition
Le premier plan est occupé par le corps inerte du personnage présenté de face, très légèrement tourné vers la gauche, d'où vient la lumière éclairant la scène. Le corps est suspendu par les poignets, l'extrémité de ses liens sortant du cadre de la toile. Le personnage porte l'ample manteau blanc et l'insigne de l'ordre de la Merci, seules ses mains et sa tête sont découvertes dans ce portrait aux genoux. Un pli du manteau laisse voir la robe également blanche du moine. Le manteau et la robe immaculée du Saint occupe ainsi la majeure partie de la toile.
La lumière vive éclaire uniquement le premier plan. Le drapé du manteau est plus éclairé que la figure inanimée du personnage. Se dessine dans l'obscurité de l'arrière-plan, derrière le saint, le poteau auquel ses entraves sont fixées, hors du champ du tableau.
Les valeurs du tableau sont très contrastées : le costume blanc du personnage est illuminé avec une grande variété de nuances soulignant les ombres des plis. À l'inverse, le fond du tableau est sombre. Les chairs inanimées du visage et des poignets sont mats, plus ternes que le costume du personnage. Sur la partie droite du tableau, se détachant du fond, un trompe-l'œil représentant un cartel identifie le personnage et porte la signature du peintre.

## Historique
Ce tableau a été commandé par le couvent de la Merci de Séville (chapelle funéraire De Profundis) et acheté par le consul britannique Julian Williams, au début du XIXe siècle. Il est vendu en 1832 à l'écrivain voyageur Richard Ford (1796-1858) et acheté quatre ans plus tard aux enchères par Sir Montague John Cholmeley pour son château de Grantham, Easton Hall, dans le Lincolnshire. Le tableau est vendu en 1947 au New-yorkais David Koetzer et acquis en 1951 par le Wadsworth Atheneum (Hartford).

## Analyse
Le contournement de la représentation de la violence
Le réalisme de la peinture est souligné par le cartel en trompe-l'œil et le jeu de la lumière sur le drapé du manteau. Pourtant Zurbarán ne semble fournir aucun indice au spectateur pour déterminer à quel moment précis du supplice de saint Sérapion, il situe son œuvre : le personnage est inconscient, son teint est déjà cadavérique mais il ne porte aucune blessure apparente alors que son exécution est réputée avoir été particulièrement mutilante. Cet anachronisme dans l'économie du tableau est interprété par le critique Tom Lubbock comme l’une des sources de sa puissance évocatrice : l'ouverture de l'ample manteau, laissant apparaitre la robe plus serrée au corps, est la métaphore des blessures déjà  subies par le corps du Saint. D'autre part, l'extrémité des liens qui maintiennent le supplicié coïncide avec les bords de la toile, comme si ces entraves étaient elles-mêmes fixées au cadre du tableau : l'exécution ayant symboliquement lieu dans l'espace du tableau, et au moment où le spectateur regarde la toile.
Cette brutalité de la narration du tableau est masquée par l'absence de violence dans la représentation. Non seulement il n'y a pas une goutte de sang, mais les traits du personnage semblent apaisés. Le corps inerte et suspendu, ajouté à l'expression figée du visage aux yeux clos, confèrent au personnage une grande passivité. Ce relâchement semble un écho au consentement résigné au martyre et à l’annonce de la félicité du bienheureux après sa terrible épreuve. Destiné à veiller les morts de la communauté, ce tableau exprime tout à la fois l'humilité du moine et l'éclat de la grâce.
L'absence de violence dans la représentation permet ainsi à la figure de saint Sérapion de dégager une profonde sérénité qui invite le spectateur à éprouver de la compassion, sans que cette émotion ne soit troublée par la sauvagerie du supplice. Ainsi, paradoxalement, la puissance picturale se trouve accrue par la non-violence de la représentation du martyr par l’artiste.
Le manteauallégorie de l'ordre de la Merci
Le visage et les mains du personnage occupent une surface réduite avec leur teinte intermédiaire entre l'obscurité du fond et l'éclat du costume focalise, par contraste, l'attention sur l'élément principal du tableau, le manteau. Il est animé par la lumière qui l'irradie, alors que les chairs du visage de Sérapion s’estompent dans l'ombre et la rigidité du trépas.
Le critique Paul Guinard, reprenant le récit du martyre par éviscération, signale que le manteau couvre littéralement l'atrocité de la scène et en détourne ainsi le regard des spectateurs comme la grâce qu'il symbolise recouvre et dépasse la douleur du supplicié. Le trompe-l'œil du cartel répond ainsi au 'trompe-l'œil' du réalisme du tableau.
La passivité du personnage et le dépouillement sombre du tableau font ressortir le manteau immaculé. La vie terrestre que Sérapion vient de donner pour sa foi est sublimée par de la vie spirituelle symbolisée par l'éclat du manteau, allégorie de l'Ordre de la Merci, véritable personnage principal, et commanditaire, du tableau.
Sérapion est utilisé par Zurbarán comme une métonymie de l'Ordre et de son évolution. L’Ordre guerrier médiéval devenu régulier  est profondément réformé en 1574, à la suite du concile de Trente. Dans cette toile marquée par le ténébrisme tridentin du premier Zurbarán, l’artiste parvient avec une surprenante économie de moyens à faire revivre avec force une iconographie traditionnelle déjà désuète à l'époque mais appréciée de ses commanditaires, par la puissance picturale née de la « qualité de métier » qu'il déploie.

## Expositions
Ce tableau a été exposé à l'exposition Zurbarán du palais des beaux-arts de Bruxelles du 29 janvier au 25 mai 2014, sous le haut patronage de S.M. la reine Paola.